# Barleria albipilosa
Barleria albipilosa är en akantusväxtart som beskrevs av Hainz. Barleria albipilosa ingår i släktet Barleria och familjen akantusväxter. Inga underarter finns listade i Catalogue of Life.